# Delias fioretto
Delias fioretto är en fjärilsart som beskrevs av Van Mastrigt 1996. Delias fioretto ingår i släktet Delias och familjen vitfjärilar. Inga underarter finns listade i Catalogue of Life.